# Anéis coletores
Anéis coletores são anéis elétrificados projetados para suprir energia de uma fonte estacionária para uma parte giratória de uma máquina, por exemplo: em um guindaste giratório, em uma mesa giratória, em enroladores de cabos elétricos, assim como, em aplicações de grande capacidade, tais como: dragas, máquinas de empilhamento e de armazenamento.